# Buinja
Buinja is een plaats in de gemeente Dvor in de Kroatische provincie Sisak-Moslavina. De plaats telt 9 inwoners (2001).